# Der Rabe und der Fuchs

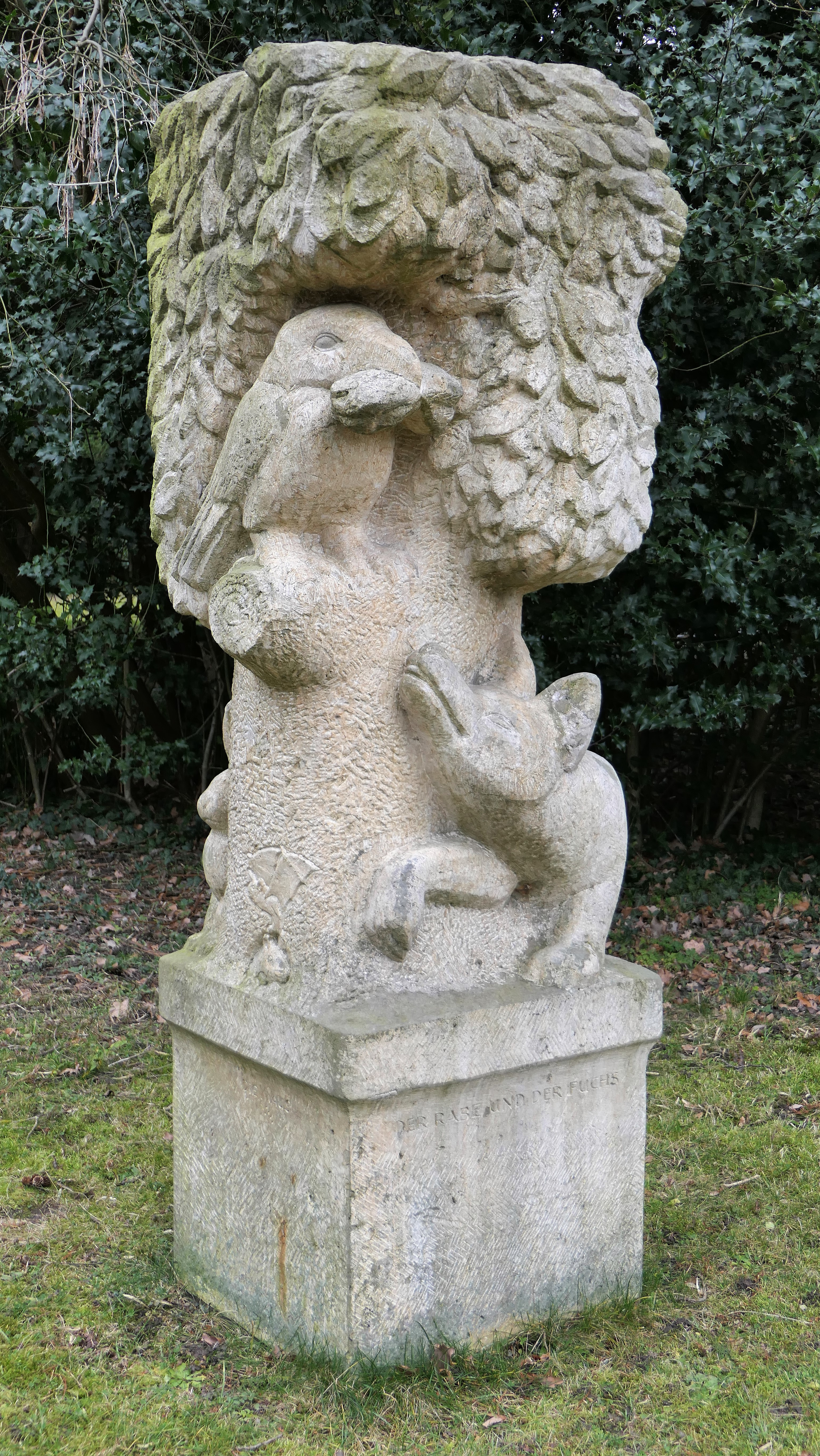
Der Rabe und der Fuchs, Sandsteinplastik von Johannes Peschel zur Fabel von Lessing in Kamenz

Der Rabe und der Fuchs ist eine Fabel von Gotthold Ephraim Lessing. Sie ist eine ironische, aufklärerische Abwandlung der äsopischen Fabel Vom Fuchs und Raben und greift wie diese das Thema der Schmeichelei und ihre Konsequenzen auf. Sie ist die fünfzehnte Fabel im zweiten Buch der Sammlung Fabeln. Drey Bücher. 

## Inhalt
Ein Rabe stiehlt ein Stück vergiftetes Fleisch, welches ein Gärtner eigentlich für die Katzen seines Nachbarn hingeworfen hat. Schnell fliegt er auf einen Baum, um es zu verzehren. Der Fuchs, welcher dieses Geschehen beobachtet hat, möchte das Stück Fleisch selbst vertilgen. Doch auf dem Baum ist dieses für ihn unmöglich zu erreichen. So entschließt sich der listige Fuchs, den Raben durch gezielte unehrliche Schmeicheleien um den Finger zu wickeln. Er nennt ihn einen „Vogel des Jupiter“. Im Laufe des Gesprächs schmeichelt der Fuchs dem Raben noch mehr und nennt ihn einen „Adler“, die Rechte Hand des Zeus, der täglich Essen an die Armen auf der Erde ausgibt. Der sich gebauchpinselt fühlende Rabe freut sich, für einen Adler gehalten zu werden. Kurz danach fragt der gerissene Fuchs den Raben, warum er denn noch nicht entsprechend seinem Amte gehandelt hat und die Beute noch immer zwischen den „Klauen“ hat, anstelle das Essen den Hungernden zu geben. Der überglückliche Rabe möchte den Irrtum nicht aufklären, lässt seine Beute großmütig fallen und fliegt mit erhobenem Haupt davon. Der unwissende Fuchs fängt das vergiftete Fleisch lachend auf, frisst es mit „boshaftiger Freude“ auf und stirbt schlussendlich.

## Aussageabsicht
Ehrlichkeit und Aufrichtigkeit sollten im Vordergrund stehen, nicht falsche Schmeicheleien und der Wunsch nach Bewunderung. Statt mit der für Fabeln sonst üblichen Moral endet die Erzählung mit einem Fluch: Möchtet ihr euch nie etwas anders als Gift erloben, verdammte Schmeichler!

## Rezeption in der Musik
- Jacques Offenbach: "Le corbeau et le renard" von Jean de La Fontaine für Singstimme und Klavier
- Werner Egk: Der Fuchs und der Rabe, Singspiel für Kinder nach der Fabel von Äsop (1932)
- Bertold Hummel: Der Rabe und der Fuchs für 4-stimmigen Männerchor, Schlagzeug und Klavier nach der Fabel "Le corbeau et le renard" von Jean de La Fontaine in der deutschen Übertragung von Walther Küchler (1974)